# Glyptogermarostes oberthuri
Glyptogermarostes oberthuri är en skalbaggsart som beskrevs av Renaud Maurice Adrien Paulian 1982. Glyptogermarostes oberthuri ingår i släktet Glyptogermarostes och familjen Hybosoridae. Inga underarter finns listade i Catalogue of Life.